# Bruce Frederick Cummings
Bruce Frederick Cummings, född 7 september 1889, död 22 oktober 1919, var en brittisk vetenskapsman, även känd som författare under pseudonymen W. N. P. Barbellion.
Cummings var från barndomen intresserad av naturvetenskap och lyckades trots fattigdom och svårigheter genom självstudier utbilda sig till zoolog och fick 1911 anställning vid den naturvetenskapliga avdelningen vid British Museum, vilken befattning han innehade till 1917, då hans brutna hälsa tvingade honom att ta avsked. Sin kamp mot fattigdom, ensamhet och sjukdom skildrade han i den intressanta dagbok han förde från trettonårsåldern. Valda delar ur dagboken publicerades under titeln The journal of a disappointed man (1919) och A last diary (1920, utdrag i svensk översättning av Algot Ruhe 1922 som Ur en bruten mans anteckningar).